# 小行星7170
小行星7170（英語：7170 Livesey）是一颗围绕太阳公转的小行星。1987年6月30日，罗伯特·H·麦克诺特在赛丁泉山发现了此天体。
这颗小行星的绝对星等为28.24116等。